# La dea del peccato
La dea del peccato (La reina del Chantecler) è un film del 1962 diretto da Rafael Gil.